# Црква Успења Пресвете Богородице у Брестовцу
Црква Успења Пресвете Богородице у Брестовцу, насељеном месту на територији града Лесковца, православни је храм који припада Епархији нишкој Српске православне цркве.
Изградња цркве посвећене Успењу Пресвете Богородице, почела је 2004. године, благословом Епископа нишког Иринеја, а ктитори истог били су Јовица и Славица Стојановић из Ниша. У четвртак, 15. јула 2004. године камен темељац освештао је епископ нишки Иринеј уз саслужење неколико свештеника лесковачког и нишког намесништва. Дана 12. маја 2005. године на дан светог Василија Острошког епископ је освештао крст и звона за нови храм, а дана 25. маја 2005. године извршио освећење новоподигнутог храма уз присуство великог броја свештеника и верника.
Поред Цркве подигнут је и црквени конак и комплетно све ограђено са гвозденом оградом. Први свештеник који је богослужио у овом храму је протојереј Тихомир Н. Радивојевић, а после њега и јереј Душко Капларевић. Благословом епископа нишког Јована од 10. маја 2013. године брестовачка црква постаје парохијска јер се ту формира нова парохија и за свештеника брестовачког бива постављен јереј Горан Корда, који овде остаје до 1. јула 2014. године, када га по благослову епископа замењује јереј Србољуб Капларевић.